# Maurizio Nichetti
Maurizio Nichetti (Milano, 8 maggio 1948) è un regista, sceneggiatore, attore e produttore cinematografico italiano.

## Biografia
Dopo il liceo scientifico si iscrive al Politecnico di Milano e si laurea in architettura nel 1975. Nel frattempo comincia a muovere i primi passi nel mondo dello spettacolo. Inizia nel 1971 a lavorare come sceneggiatore per la Bruno Bozzetto Film mentre, presso il Piccolo Teatro, nel quale lavora anche come attore, frequenta un corso di mimo tenuto da Marise Flach, allieva di Étienne Decroux. Fonda il gruppo teatrale Quelli di Grock, in cui perfeziona l'attitudine mimica e surreale che caratterizzerà la sua carriera artistica. Per Bruno Bozzetto è protagonista dei corti Oppio per oppio (1972) e La cabina (1973) e del lungometraggio Allegro non troppo (1977), dove interpreta il ruolo del disegnatore.
Nel 1979 il suo primo film, Ratataplan, ottiene un grande successo a livello internazionale, permettendogli di iniziare la sua carriera di attore-regista. È stato chiamato "il Woody Allen italiano". Il successo si ripete poi con Ho fatto splash (1980), Ladri di saponette (1989) e Volere volare (1991). Nel 1984, con Sordi e Ugo Tognazzi, è tra i protagonisti di Bertoldo, Bertoldino e Cacasenno di Mario Monicelli.
Per la stagione televisiva 1984-85 dirige e conduce con successo il varietà Quo vadiz? su Rete 4, con Sydne Rome, e nel 1985-86 conduce su Rai 1 la trasmissione per ragazzi Pista!, con la partecipazione di Daniela Goggi, Orsetta Gregoretti, Shirine Sabet e con la Banda Osiris. Nel 1998 è membro della giuria del Festival internazionale del cinema di Berlino e nel 1999 di quella del Festival di Cannes. Nel 2003 dirige (con Nello Correale) e interpreta la serie televisiva Mammamia!. 
Dal 2004 al 2010 ha diretto il Festival internazionale film della montagna di Trento. 
Dal 2001 si cimenta anche nella regia teatrale con alcuni spettacoli di prosa: Le sorelle Materassi (dall'omonimo romanzo di Aldo Palazzeschi) con Marina Malfatti e Simona Marchini e lo spettacolo La verità con Massimo Dapporto e Antonella Elia e spettacoli lirici come Il Barbiere di Siviglia, Il domino nero e le due operette Il Paese dei Campanelli e Cincillà al Teatro Verdi di Trieste, nel 2014 dirige la messa in scena del Don Pasquale, con i contributi audiovisivi dei figli Filippo e Saverio Nichetti, al Teatro Sociale (Trento).
Nel luglio 2013 riceve il riconoscimento speciale Leggio d'oro "Alberto Sordi".
Nel corso degli anni ha svolto attività didattica presso il Centro sperimentale di cinematografia (CSC) sezione Animazione di Torino, l'Università Cattolica di Milano e la Civica Scuola di Cinema di Milano, che ha diretto nell'anno accademico 2009/10. Attualmente è docente di regia presso il corso di laurea magistrale di Televisione, Cinema e New Media dell'Università IULM.
Nel 2018 è direttore artistico del video, girato dal figlio Saverio Nichetti,  della canzone Ti voglio, inedito di Rino Gaetano rimasto incompleto di cui è coautore e interprete il cantautore romano Artù.

## Filmografia

Nel ruolo del disegnatore in Allegro non troppo di Bruno Bozzetto (1977)

Nel ruolo dell'ingegner Colombo in Ratataplan (1979)

Nel ruolo di Bertoldino in Bertoldo, Bertoldino e Cacasenno (1984)

Maurizio Nichetti in Volere volare (1991)

### Regista

#### Cinema
- Ratataplan (1979)
- Ho fatto splash (1980)
- Domani si balla! (1982)
- Il Bi e il Ba (1985)
- Ladri di saponette (1989)
- Volere volare (1991)
- Stefano Quantestorie (1993)
- Palla di neve (1995)
- Luna e l'altra (1996)
- Honolulu Baby (2001)
- Amiche mai (2024)

#### Televisione
- Mammamia! (2003-2004)
- Le avventure di Neve & Gliz (2005)
- Dottor Clown (2008)
- Agata e Ulisse (2011)

### Sceneggiatore
- Oppio per oppio, regia di Bruno Bozzetto – cortometraggio (1972)
- La cabina, regia di Bruno Bozzetto – cortometraggio (1973)
- Il signor Rossi cerca la felicità, regia di Bruno Bozzetto (1976)
- Allegro non troppo, regia di Bruno Bozzetto (1976)
- I sogni del signor Rossi, regia di Bruno Bozzetto (1977)
- Le vacanze del signor Rossi, regia di Bruno Bozzetto (1978)
- L'eroe dei due mondi, regia di Guido Manuli (1994)[8]
- La scomparsa di Patò, regia di Rocco Mortelliti (2012)

### Attore
- Re Cervo, regia di Andrea Camilleri (1970) – miniserie TV
- Oppio per oppio, regia di Bruno Bozzetto (1972) – cortometraggio
- La cabina, regia di Bruno Bozzetto (1973) – cortometraggio
- Allegro non troppo, regia di Bruno Bozzetto (1976)
- S.O.S., regia di Guido Manuli (1979) – cortometraggio
- Ratataplan (1979)
- Ho fatto splash (1980)
- Morto Troisi, viva Troisi!, regia di Massimo Troisi – film TV (1982)
- Domani si balla! (1982)
- I paladini: storia d'armi e d'amori, regia di Giacomo Battiato (1983)
- Bertoldo, Bertoldino e Cacasenno, regia di Mario Monicelli (1984)
- Sogni e bisogni, regia di Sergio Citti – miniserie TV (1985)
- Ladri di saponette (1989)
- Volere volare (1991)
- Stefano Quantestorie (1993)
- Tutti i giorni è domenica (Tous les jours dimanche), regia di Jean-Charles Tacchella (1994)
- Palla di neve (1995)
- Luna e l'altra (1996)
- Honolulu Baby (2001)
- Ciao America, regia di Frank Ciota (2002)
- Somewhere, regia di Sofia Coppola (2010)
- Arrivano i prof, regia di Ivan Silvestrini (2018)
- E noi come stronzi rimanemmo a guardare, regia di Pif (2021)

### Produttore
- Ladri di saponette (1989)
- Volere volare (1991)
- Stefano Quantestorie (1993)
- L'Articolo 2 (1994)
- Luna e l'altra (1996)

## Libri
- Un libro, disegni di Guido Manuli, Milano, Sperling & Kupfer Editori, 1980. ISBN 88-20-00127-6
- Autobiografia involontaria, Milano, Edizioni Bietti, 2015. ISBN 978-88-82-48373-9
- Laboratorio di regia, con Giuseppe Carrieri, Roma, Dino Audino Editore, 2017. ISBN 978-88-75-27352-1

## Riconoscimenti
- David di Donatello
  - 1991 – Migliore sceneggiatura per Volere volare

- Nastro d'argento
  - 1980 – Miglior regista esordiente per Ratataplan
  - 1989 – Miglior soggetto per Ladri di saponette
  - 1997 – Regista del miglior film per Luna e l'altra

- Festival internazionale del cinema fantastico di Bruxelles
  - 1997 – Corvo d'oro per Luna e l'altra

- Festival cinematografico internazionale di Mosca
  - 1989 – Premio Georghi D'Oro

- Premio Quiliano Cinema 
  - 2017 – Miglior Regista affermato